# رخصة أكاديمية مجانية
الرخصة الأكاديمية المجانية ( بالإنجليزية Academic Free License) هي رخصة مجانية مكتوبة في عام 2002 من قبل لورانس روزن، المستشار العام لمبادرة المصادر المفتوحة.
هذا الترخيص قريب من تراخيص توزيعة برمجيات بيركلي ونظام النافذة إكس وأباتشي والتي يُسمح باستخدامها في إطار البرمجيات الاحتكارية. تعتبره مؤسسة البرمجيات الحرة (FSF) غير متوافقة مع رخصة جنو العمومية، إلا أنها لم تعلق على الإصدار الأخير، 3.0 لهذا النوع من الرخص.
إن الغرض من هذا النوع من الرخص هو توضيح نقاط معينة فيما يتعلق بالتراخيص الأخرى. من بين هذه النقاط هي أن كل من يلصق هذا الترخيص على برنامجه الخاص به يؤكد أنه لم ينتهك أي حرية فكرية من أي نوع كانت فهو الضامن لعمله، يجب عليه أيضًا ضمان عدم انتهاك أي براءة اختراع أيضا.
تحدد الرخصة الأكاديمية المجانية أن استخدام البرنامج محكوم بترخيص؛
تتضمن الرخصة الأكاديمية المجانية التنازل عن حقوق النشر للبرنامج؛
تحتوي الرخصة الأكاديمية المجانية التنازل لإستخدام براءات الاختراع للبرنامج؛
تحدد الرخصة الأكاديمية المجانية أنه لا توجد رسوم تسجيل علامة تجارية بالنسبة للتطبيق على العلامات التجارية المسجلة بموجب ترخيص؛
تضمن الرخصة الأكاديمية المجانية أن المرخص له يمتلك حقوق الطبع والنشر أو يوزع البرامج بترخيص؛
الرخصة الأكاديمية المجانية نفسها محمية بحقوق الطبع والنشر ، مع الحق المضمون في نسخها وتوزيعها دون تعديل.
الرخصة الأكاديمية المجانية ليس ترخيصًا جد شائع: ففي يناير 2004، كان هناك 16 مشروعًا فقط يستخدم هذا النوع من الترخيص.